# کاتارسیس (گروه موسیقی)
کاتارسیس (انگلیسی: Katarsis; لیتوانیایی: [kɐˈta:rsʲɪs]) گروه موسیقی آلترناتیو راک اهل لیتوانی است که در ویلنیوس تشکیل شده است. اعضای این گروه عبارتند از لوکاس رادژویچوس (خواننده و گیتار)، آلاناس براساس (گیتار لید)، امیلییا کاندراتاویچیوتیه (گیتار باس) و یوکوباس آندریولیس (درامز). این گروه نمایندهٔ لیتوانی در یوروویژن ۲۰۲۵ با ترانهٔ «Tavo akys» است.